# Regió de Darmstadt
La Regió de Darmstadt (Regierungsbezirk Darmstadt) és una de les tres regions administratives de l'estat federat de Hessen (Alemanya), situat al sud del Land. Està subdividida en deu districtes (Landkreise) i quatre ciutats independents.
La regió va ser creada al 1945 amb la formació de l'estat de Gran Hessen, com una de les tres Regierungsbezirke (al costat de Kassel i Wiesbaden), amb la part oriental de l'Estat Popular de Hessen situat a la zona d'ocupació nord-americana.
| Kreise (districtes rurals) | Kreisfreie Städte (districte urbà)                                   |
| --- | -------------------------------------------------------------------- |
| 1. Bergstraße 2. Darmstadt-Dieburg 3. Groß-Gerau 4. Hochtaunuskreis 5. Main-Kinzig 6. Main-Taunus 7. Odenwaldkreis 8. Offenbach 9. Rheingau-Taunus 10. Wetteraukreis | 1. Darmstadt 2. Frankfurt del Main 3. Offenbach am Main 4. Wiesbaden |